# Омразната осморка
„Омразната осморка“ (на английски: The Hateful Eight) е американски уестърн филм от 2015 г. на режисьора Куентин Тарантино по негов собствен сценарий.

## Сюжет
Внимание:  Текстът по-долу разкрива сюжета на произведението (или части от него)!
Изминали са няколко години от края на Гражданската война в САЩ. В планините на Уайоминг през зимата ловецът на глави Джон Рут по прякор „Палачът“ (защото предпочита да доставя престъпниците на бесилката живи, отколкото мъртви) превозва престъпничката Дейзи Домърг в нает дилижанс до град Ред Рок. По пътя Рут среща тъмнокожия майор Маркус Уорън, негов колега ловец на глави, който моли за превоз на него и неговия „товар“ (три трупа на престъпници, за които има награда). Предпазливият Рут се съгласява да закара майора, когото почти не познава, но го обезоръжава. По пътя Рут моли Уорън да му покаже безценно писмо за майора от президента Ейбрахам Линкълн, с когото Маркус е водил лична кореспонденция. Уорън дава писмото на Рут, който го препрочита с благоговение. След известно време на пътя се изпречва друг човек, който замръзва и моли за помощ. Това е някой си Крис Маникс, който се представя за новия шериф на Ред Рок. Гражданската война е приключила, но раните са все още много пресни, така че почти избухва битка между майора, който се е биел за Севера, и Маникс, който се е биел за Конфедерацията.
Пътниците пристигат в „Галантерията“ на Мини Минк. Това е едновременно смесен магазин и хан. Там обаче ги няма нито Мини, нито съпругът ѝ Дейв, а мексиканецът Боб посреща гостите. Трима други гости вече са вътре: бившият генерал от Конфедерацията Санфорд Смитърс, който е дошъл да купи място за мъртвия си син на гробището, мрачният каубой Джо Гейдж, който уж отива да посети майка си за Коледа, и накрая, очарователният и приказлив Освалдо Мобрей, новият екзекутор на Ред Рок, който трябва да екзекутира Дейзи Домерг. Джон Рут предполага, че един от „Галантеристите“ е съучастник на Дейзи, който ще се опита да я освободи, и майорът се съгласява. Заедно те обезоръжават всички гости и внимателно контролират ситуацията.
Ситуацията в хана се нажежава поради неотдавнашната Гражданска война. Генерал Смитърс и Крис Маникс постоянно унижават Уорън, но майорът външно е напълно спокоен. Внезапно Уорън споменава, че се е срещнал със сина на генерала, а Смитърс, който не знае как точно е умрял синът му, изисква от майора да разкаже за съдбата му. В отговор Уорън поставя револвер до генерала и разказва зловеща история. Тъй като южняците били определили голяма награда за главата на Уорън, синът на Смитърс отишъл в планината, за да хване майора или да го убие. Но самият Уорън залавя сина на генерала, след което той е съблечен гол в студа, сексуално малтретиран и след това убит. Шокиран от ужасната смърт на сина си, Смитърс грабва поставеното оръжие, но Уорън го убива с втори револвер, обявявайки, че е действал при самозащита.
Междувременно, докато вниманието на присъстващите е отклонено от конфликта между Смитърс и Уорън, някой изсипва отрова в кана за кафе пред Дейзи Домерг. Джон Рут и неговият кочияш О. Б. пият отровно кафе и скоро и двамата започват да повръщат кръв. Крис Маникс също грабва чаша, но Рут едва има време да го предупреди и той разлива кафето на пода в паника. Отровеният Джон Рут се опитва да убие злорадстващата Дейзи с юмрук, но отравянето го лишава от последните му сили. По време на ожесточена борба на пода, Дейзи успява да застреля Рут със собствения си револвер. Но тук се намесва майор Уорън. Заплашвайки Домерг с оръжие, той отнема револвера от Дейзи и поставя всички останали гости до стената с вдигнати ръце.
Неволно поемайки ролята на детектив, Уорън дава оръжието на Маникс, като правилно преценява, че Крис не може да бъде замесен в отравянето, тъй като самият той щеше да пие отровно кафе. Мексиканецът Боб също твърди, че не е могъл да отрови кафето, но майорът го обвинява в нещо съвсем различно – в убийството на Мини, собственичката на „Галантерия“, съпруга ѝ и всичките помощници. Оказва се, че Мини се е отнасяла много зле с мексиканците и дори входът в магазина ѝ е бил забранен за тях и затова тя никога не е могла да повери управлението на галантерията на Боб. Кърваво петно на облегалката на стола на господаря най-накрая убеждава Уорън, че Мини и съпругът ѝ са убити и, обвинявайки мексиканеца в лъжа, майорът го убива, разпръсквайки главата на Боб на малки парчета с изстрели. След това Уорън, искайки да разбере кой е отровил кафето, заплашва да принуди Дейзи да изпие отровната напитка. Джо Гейдж признава за отравяне и насърчен Маникс, подозирайки този мрачен бандит от самото начало, иска лично да застреля Гейдж. Но неочаквано неизвестен човек стреля от подземието към Уорън в слабините, а Мобрей, изваждайки скрит револвер, ранява Маникс, но получава обратен куршум в стомаха.
Действието се пренася сутринта на същия ден, когато 4 бандити: Боб, Мобрей, Гейдж и техният лидер Джоди Домерг (братът на Дейзи) идват в „Галантерията“ на Мини. Те организират засада, за да освободят Дейзи и да убият всички, освен генерал Смитърс. Джоди обещава на генерала да го запази жив, ако Смитърс се превърне в „параван“ за тяхната банда. Генералът се съгласява и Джоди слиза в мазето.
Действието се връща към настоящето, когато ранените майор и Маникс, заплашвайки да убият Дейзи, принуждават брат ѝ да излезе от мазето, а Уорън го убива с изстрел в главата. Разгневената Дейзи предлага на Маникс сделка: той трябва да убие Уорън и да освободи бандитите в замяна на награда за трупа на умиращия Мобре. Ако Маникс откаже, след това още 13 членове на бандата на Домерг ще дойдат в галантерията и ще убият всички. Освен това според Дейзи бандитите ще организират клане в Ред Рок. Междувременно Уорън застрелва Мобрей, докато Гейдж се опитва да убие майора и Маникс. Те убиват Гейдж в отговор и след това Уорън е на път да довърши Дейзи, но му свършват патроните в револвера. Маникс отказва да даде на майора втория револвер и предоговаря сделката с Дейзи. Окуражена, Дейзи отново обещава на Крис спасение и богатство, но Маникс само се смее в отговор. Той е наясно, че всички заплахи и обещания на Дейзи са пълни лъжи. Внезапно Крис припада поради загуба на кръв, а Дейзи се втурва за мачете и отрязва ръката на мъртвия Рут, към когото все още е вързана, за да се опита да стигне до револвера на Гейдж. Уорън не може да спре Дейзи по никакъв начин, но дошлият на себе си Крис я наранява и обезоръжава. Маникс възнамерява да застреля Дейзи, но Уорън го разубеждава, напомняйки му, че дължи живота си на Джон Рут, а след това кървящият Маникс и Уорън бавно дърпат въжето с примка, в която Дейзи се върти в агония. Осъзнавайки, че смъртта е близо, Маникс иска от Уорън писмото на Линкълн и го прочита на глас, след което настъпва тежко мълчаливо очакване за неизбежния край…

## Актьорски състав
| Актьор               | Роля                                                                   |
| -------------------- | ---------------------------------------------------------------------- |
| Самюъл Джаксън       | Маркус Уорън – „ловец на глави“ и бивш майор от армията на Севера      |
| Кърт Ръсел           | Джон „Палачът“ Рут – „ловец на глави“                                  |
| Дженифър Джейсън Лий | Дейзи Домерг – престъпничка, заловена от Джон Рут                      |
| Уолтън Гогинс        | Крис Маникс – новият шериф на Ред Рок                                  |
| Демян Бичир          | Марко „Мексиканеца“ / Сеньор Боб – член на бандата на Домерг           |
| Тим Рот              | Пийт „Англичанина“ Хикокс / Освалдо Мобрей – член на бандата на Домерг |
| Майкъл Медсън        | Грауч Дуглас / Джо Гейдж – член на бандата на Домерг                   |
| Брус Дърн            | Санфорд „Санди“ Смитърс – бивш генерал от армията на Юга               |
| Джеймс Паркс         | О. Б. – кочияш                                                         |
| Дана Гуриър          | Мини Минк – собственичка на магазина „Галантерия Мини“                 |
| Джийн Джоунс         | Сладкият Дейв – съпруг на Мини                                         |
| Зоуи Бел             | Джуди – кочияш                                                         |
| Лий Хорсли           | Ед – помощник на Мини                                                  |
| Белинда Оуино        | Джема – помощничка на Мини                                             |
| Кийт Джеферсън       | Чарли – собственик на дилижанс                                         |
| Крейг Старк          | Честър Чарлз Смитърс – син на генерал Смитърс                          |
| Чанинг Тейтъм        | Джоди Домерг – лидер на банда                                          |

## Интересни факти
- Според Куентин Тарантино, сценарият за този филм е написан от него под влияние на два филма – „Нещото“ на режисьора Джон Карпентър и „Глутница кучета“ (собствен филм на Тарантино).
- Песента, която Дейзи Домерг пее заедно с китарата си, е австралийска народна песен, наречена „Jim Jones in Botany Bay“. Китарата, използвана на снимачната площадка от Дженифър Джейсън Лий, е безценна антика от 1870 г., заета от музея, и струва около 40 хил. долара. Направени са шест копия на инструмента, но поради объркване на снимачната площадка Кърт Ръсел чупи оригинала, така че шокиращата реакция на актрисата Джейсън Лий във филма е абсолютно искрена.
- Думата „негър“ и неговите вариации прозвучават във филма петдесет и осем пъти. Бандитът Джо Гейдж е единственият човек, който не казва тази обидна дума.
- Изключително правдоподобните и следователно особено ужасяващи сцени, включващи огнестрелни рани и убийства, са създадени от известния майстор на специални ефекти Грег Никотеро. Преди това Никотеро си сътрудничи с Тарантино върху „Джанго без окови“, „Убий Бил“ и „Гадни копилета“.
- Някои неизползвани партитури от Енио Мориконе за „Нещото“ са използвани от Тарантино в този филм.
- След като някои части от сценария за бъдещия филм се появяват в интернет, вбесеният Тарантино отказва да продължи работа. Въпреки това, след като Куентин организира кратко четене на сценария в Лос Анджелис, актьорският състав (особено Самюел Л. Джаксън) е толкова заинтересован от идеята, че всички убеждават Тарантино да направи филма все пак.
- Снимките започват на 8 декември 2014 г. в близост до Телюрайд, Колорадо.[1][2]
- От 2015 г. повечето кина по света са заменили своите кинопроектори с цифрови проектори. Като фен и поддръжник на класическия целулоиден филм, Куентин Тарантино решава да пусне частично филма в оригиналната си презентация Ultra Panavision 70. В резултат на това петдесет киносалона по света са оборудвани със 70-mm аналогови филмови проектори с анаморфен обектив, за да покажат филма така, както Тарантино иска. Компанията Weinstein харчи осем до десет милиона долара за снабдяване, закупуване, реконструкция и инсталиране на тези филмови проектори, както и обучение на двеста прожекционисти, необходими за работа с тях в деветдесет и шест киносалона в САЩ (плюс $80 000 на място). Именно в тези кина се състои премиерата на филма на 25 декември 2015 г., а филмът е пуснат в цифровите кина на 30 декември 2015 г.
- Истинското име на Освалдо Мобрей е Пийт Хикокс или „Пийт англичанина“. В интервю за The Huffington Post на 15 декември 2015 г. Тим Рот обяснява, че това име не е избрано случайно, тъй като във „Вселената на Тарантино“ много герои от различни филми са взаимосвързани. Пийт Хикокс е прапрадядото на лейтенант Арчи Хикокс, героят в „Гадни копилета“, изигран от Майкъл Фасбендър.
- За съжаление на екипа по време на планираните снимки в Телюрайд, времето е топло и хубаво. За да създадат „виелица“, режисьорите използват големи ветрила и нишесте. Голямо количество от така необходимия сняг се стопява и снимките са спрени. В забавен опит да съберат повече сняг, много членове на актьорския състав и екипа, включително Куентин Тарантино, Самюел Л. Джаксън и Кърт Ръсел, участват в местен „ски ритуал“ и поднасят дарове на „снежните богове“, за да донесат сняг. По странно съвпадение няколко дни по-късно избухва силна снежна буря, пада много сняг и снимките продължават.
- Името майор Маркус Уорън е знак на почит към писателя и режисьор Чарлз Маркус Уорън, който не само се е специализирал в уестърн филми, но и е написал повече от двеста и петдесет статии по тази тема в различни списания.
- Въпреки че червеникавите каньони на Уайоминг се наричат „Червените скали“ (на английски „Red Rock“), в целия щат няма истински град с това име. Но в щата Колорадо, където е заснет филмът, има такъв град.
- В оригиналния сценарий смъртта на генерал Санфорд Смитърс трябвало да бъде по-брутална. След като майор Уорън стреля, старецът трябвало да полети в камината и да се запали, след което овъгленото тяло да бъде извадено от огъня, за да се предотврати запалването на целия магазин.
- В края на филма, когато майор Уорън завързва примката за стълба на леглото, той завързва въжето във възел, наречен „карамфил“. Това често се използва за завързване на колове за палатка или за завързване на лодка към кей.
- Ранната тестова прожекция на филма продължава повече от три часа и затова е осигурена кратка пауза по време на прожекцията.
- В оригиналния сценарий героят на Боб трябва да е французин, а не мексиканец.
- Виго Мортенсен води преговори за участие във филма като Джоди Домерг, но трябваше да го откаже поради заетост с други проекти.
- Във филма има три фини препратки към „Джанго без окови“. Първо, когато зрителят за първи път вижда майор Уорън, той седи на „планина“ от три замръзнали трупа и седло. Това седло преди е било собственост на Джанго, а второто е в „Галантерията“ на Мини. Второ, зеленото рипсено сако на Джанго лежи на пода на „Галантерията“. И трето, героите, изиграни от Уолтън Гогинс, се наричат „хълмисти“ и в двата филма.
- По време на снимките Тарантино няколко пъти е домакин на прожекции на „Нещото“ за екипа.
- Една 70-милиметрова версия на този филм е двадесет ролки филм, които заедно тежат над двеста и петдесет паунда (113 килограма).
- Освалдо Мобрей, героят на Тим Рот, умира с куршум в стомаха си, кървящ до смърт. В абсолютно същата позиция „господин Оранжев“, героят на Рот, умира в „Глутница кучета“, но има важна разлика между тези ситуации. В „Глутница кучета“ героят на Тим Рот е добър човек, който се преструва на лош, докато в „Омразната осморка“ неговият герой е лош човек, който се преструва на добър.
- Когато Джоди стреля с пистолет по майор Уорън, той извиква „Кажете adiós на вашите huevos!“ което на испански означава „Кажи сбогом на топките си!“ Това е препратка към сцената в „Гадни копилета“, където сержант Щиглиц казва: „Кажете Auf Wiedersehen на вашите нацистки топки!“, преди да застреля нацистки офицер в слабините.
- На 26 септември 2014 г. щатът Колорадо подписва споразумение за финансиране на продукцията на филма за пет милиона долара. Филмът трябва да бъде заснет изцяло в югозападен Колорадо. За снимките е наето ранчо от деветстотин акра. На 16 октомври се провежда заседание, на което окръжната комисия по планиране издава разрешение за изграждане на временен комплекс.
- В оригиналния сценарий съдбата на майор Уорън е трябвало да бъде много по-трагична. Джоди, скрита под дъските на пода, трябвало да продължи да стреля по майора отново и отново, докато Уорън падне на пода. След това освободената Дейзи трябвало да го довърши, като грабне най-близкия пистолет и застреля майора още три пъти в очите.
- Филмът има своята световна премиера на частна прожекция на филма в Сао Пауло на 23 ноември 2015 г., на която присъстват само избрани журналисти.
- Според оригиналния сценарий Джоди Домерг трябвало да изглежда така: възрастен мъж с масивна конструкция, тъмна коса и груби черти. Но в крайна сметка Джоди Домерг е изигран от Чанинг Тейтъм – слаб млад красив мъж.
- Ръцете на Куентин Тарантино се появяват в близък план два пъти във филма. Това са ръцете на човек, който пие кафе, както и ръцете на Боб, свирещ на пиано.
- В оригиналния сценарий смъртта на Джоди Домерг трябвало да бъде бавна и болезнена. Джоди трябвало да изпълзи от мазето, да започне престрелка с шерифа и майора, след което да падне ранен и кървящ да бъде изяден жив от плъхове.
- Мини, собственикът на „Галантерия“, пуши цигари с тютюн „Red Apple“. Това е марка тютюн, измислена от Куентин Тарантино, която се споменава в почти всичките му филми.

## Награди и номинации
| Категория                              | Номиниран(и)                | Резултат                    |
| Оскар (28 февруари 2016 г.)            | Оскар (28 февруари 2016 г.) | Оскар (28 февруари 2016 г.) |
| -------------------------------------- | --------------------------- | --------------------------- |
| Най-добра филмова музика               | Енио Мориконе               | награда                     |
| Най-добра кинематография               | Робърт Ричардсън            | номинация                   |
| Най-добра поддържаща женска роля       | Дженифър Джейсън Лий        | номинация                   |
| Награда на БАФТА (14 февруари 2016 г.) |                             |                             |
| Най-добра филмова музика               | Енио Мориконе               | награда                     |
| Най-добър оригинален сценарий          | Куентин Тарантино           | номинация                   |
| Най-добра актриса в поддържаща роля    | Дженифър Джейсън Лий        | номинация                   |
| Златен глобус (10 януари 2016 г.)      |                             |                             |
| Най-добра филмова музика               | Енио Мориконе               | награда                     |
| Най-добър сценарий                     | Куентин Тарантино           | номинация                   |
| Най-добра актриса в поддържаща роля    | Дженифър Джейсън Лий        | номинация                   |
| Емпайър (20 март 2016 г.)              |                             |                             |
| Най-добър филм                         | Най-добър филм              | номинация                   |
| Най-добър саундтрак                    | Най-добър саундтрак         | номинация                   |
| Най-добър сценарий                     | Куентин Тарантино           | номинация                   |